# Surenas
Surenas oder Surena (persisch سورنا, ‚der Heldenhafte, Starke‘; * um 84 v. Chr.; † um 52 v. Chr.) war ein parthischer Kriegsherr (Spahbod). Er führte im Jahr 53 v. Chr. das parthische Heer gegen die Streitkräfte des römischen Triumvirn Marcus Licinius Crassus und vernichtete dessen Armee in der Schlacht bei Carrhae.
Plutarch beschreibt den Einfluss und die Macht des Surenas und bezeichnet ihn als den zweiten Mann nach dem Partherkönig. Surenas soll mit einer Karawane von 1000 Kamelen, die sein Gepäck trugen, und 200 Kamelen, die seinen Harem transportierten, gereist sein. Plutarch bemerkte auch mit etwas Verwunderung, dass sein angeblich geschminktes, vielleicht parthischer Sitte folgendes, Äußeres nicht im Einklang mit seinem sonst edlen Aussehen und seiner Tapferkeit einhergegangen sei. Er wurde später von Orodes II., angeblich aus Neid wegen des Ruhms, hingerichtet.
Surenas stammte aus dem Adelsgeschlecht der Suren. Aus sassanidischer Zeit ist bekannt, dass diese Familie eine von sieben war, die den obersten Adel der Parther darstellten. Die Suren hatten ihren Stammsitz in Sistan, im Ostiran. Bei den klassischen griechisch-römischen Autoren wurde der Geschlechtername Surenas oft als Individualname oder aber als Titel missverstanden. Für die Römer galt so noch in der Spätantike die Bezeichnung Surenas irrigerweise als eine Amtsbezeichnung (siehe etwa Ammianus Marcellinus 24,2,4). Tatsächlich hatten verschiedene Adelsfamilien, wie die Suren und die Karen, noch in sassanidischer Zeit einen Erbanspruch auf bestimmte Positionen im Reich, weshalb der Irrtum der westlichen Autoren verständlich ist – so viele parthische und persische Feldherren stammten aus dem Haus der Suren, dass man leicht glauben konnte, diese Namen seien Titel. Auf diesen Irrtum stößt man nicht selten noch in modernen Untersuchungen.